# Protesta de Baraguá
La Protesta de Baraguá es el nombre dado a la orden de desobediencia del general cubano Antonio Maceo, el 15 de marzo de 1878, con respecto al Pacto del Zanjón, y que fue un trascendental precedente a la independencia de Cuba respecto de España.

## Causas de la Protesta de Baraguá
Tras más de nueve años desde que los independentistas cubanos, encabezados por Carlos Manuel de Céspedes, se habían lanzado a la lucha con el único objetivo de lograr la independencia de Cuba, los problemas internos que aquejaban al movimiento comenzaron a profundizarse. Aunque se mantenía el propósito independentista en las filas del Ejército Libertador, los conflictos internos que se habían generado impedían el desarrollo de un plan único que diera fin a la contienda y asegurara el triunfo de la insurrección.
Bajo estas circunstancias, la dirección de la Revolución comenzó a tambalearse en sus posiciones; y esto, unido al incremento de las operaciones militares por parte de la administración española, dieron lugar a que un grupo de jefes revolucionarios cubanos empezaran a pensar en la posibilidad de un proceso de paz, sin que se cumpliera la principal exigencia de la guerra:
```
Después de hacer la reseña histórica de dicha protesta . damos paso a la presentación por parte de equipo .
```

Damos respuesta a la siguiente pregunta 
El enemigo histórico de la revolución.  trata de desvirtuar la verdadera esencia de la democracia de nuestra revolución 

la abolición de la esclavitud y el derecho a la igualdad, aspectos que fueron ignorados por el mando español en el intento por negociar la paz. Una vez más la indignación en los patriotas cubanos estallaba en sus pechos, las promesas no eran del todo confiables y el riesgo a que tanta sangre derramada fuere en vano era evidente; Arsenio Martínez-Campos, Capitán General de la Isla, que prometía el perdón a aquellos que depusieran las armas.
Fue así que el 10 de febrero de 1878, el Comité del Centro, otrora Cámara de Representantes, firmara junto al general Arsenio Martínez-Campos, un documento conocido como el Pacto del Zanjón, que ponía fin a la Guerra de los Diez Años.

## Actitud del General Antonio Maceo frente al Pacto del Zanjón
Antonio Maceo intentó reorganizar el movimiento revolucionario partiendo de un hecho político que sirviera de punto de partida para lograr rescatar la revolución y seguir con la lucha en todo el país. Este hecho político fue la Protesta de Baraguá, que constituyó la primera de las acciones políticas ejecutadas por el general mambí en su intento de reavivar la lucha armada anticolonial.

## La Protesta de Baraguá
El 15 de marzo de 1878, en "Mangos de Baraguá" situado en el oriente cubano, en las cercanías de la ciudad de Santiago de Cuba, se llevó a cabo una reunión entre el general español Arsenio Martínez-Campos y el general cubano Antonio Maceo. En dicha reunión el general Maceo expresó que los cubanos allí reunidos no estaban de acuerdo con la Paz de Zanjón y que no se someterían a esa paz sin independencia que se había logrado con la firma de ese documento.
El general Antonio Maceo le expresó a su homólogo español, quien trataba de convencerlo de que firmara dicho pacto:

"No estamos de acuerdo con lo pactado en el Zanjón; no creemos que las condiciones allí estipuladas justifiquen la rendición después del rudo batallar por una idea durante diez años y deseo evitarle la molestia de que continúe sus explicaciones porque aquí no se aceptan".

Además, en una frase muy conocida y de mucha significación para el pueblo cubano, dijo:

"Entonces, no nos entendemos". —dijo Martínez-Campos— y Maceo respondió: "No, no nos entendemos".

Esto ha pasado a la historia cubana como un acto de rebeldía y de ansias de libertad. Maceo expresó además la determinación que tenían él y los hombres bajo su mando de proseguir con la lucha armada indefinidamente hasta lograr la independencia.

## Trascendencia histórica y política de la Protesta de Baraguá
La Protesta de Baraguá fue la respuesta política que colocó en primer plano los objetivos básicos por los cuales los cubanos se habían lanzado a la lucha contra el gobierno español y que, contenidos en el Manifiesto del 10 de Octubre dado a conocer por Céspedes el día que se lanzara a la lucha, fueron defendidos durante diez años por miles de cubanos en los campos de batalla a lo largo de la Isla.
La Protesta de Baraguá es considerada en Cuba un importante símbolo del espíritu de lucha de los cubanos, ya que demostró que los jefes, oficiales y soldados, a pesar del desgaste de la guerra, estaban dispuestos a continuar con la lucha hasta lograr su independencia.